# Kyselina gallová
Kyselina gallová je organická kyselina, která se nachází v duběnkách, ořeších, dubové kůře, čajových lístcích a v dalších rostlinách, kde se nachází buď volná, nebo vázaná do taninů, ze kterých se získává kyselou hydrolýzou.

## Struktura a reakce
Tato kyselina má na benzenové jádro napojené dvě funkční skupiny: hydroxylovou a karboxylovou, což jí umožňuje vytvářet řadu derivátů, esterů a solí. Tyto dvě skupiny mohou reagovat navzájem a vytvořit kyselinu digallovou. Při odštěpení CO2 (například zvýšením teploty) vzniká pyrogallol. Při reakci se železnatými solemi vytváří černý pigment.

## Využití
Reakce kyseliny s železnatými solemi se používala pro tvorbu inkoustu (více viz článek duběnkový inkoust). V raných počátcích fotografie (první pol. 19. století) se kyselina také používala jako vývojka. Kyselina gallová se používá také ke konzervování železných předmětů. Redukuje korozi a na povrchu kovu vytvoří černou nerozpustnou vrstvu, která zabraňuje další oxidaci.

## Sloučeniny
Nejvýznamnější sloučeniny odvozené od této kyseliny jsou taniny, které vznikají připojením kyseliny gallové na cukr. Tato kyselina má antimikrobiální účinky a působí jako antioxidant.